# SKV Feuerwehr Wien
Der SKV Feuerwehr Wien ist ein österreichischer Sport- und Kunstverein aus dem Bezirk Donaustadt in der Bundeshauptstadt Wien und betreibt die Sektionen Leichtathletik, Radsport und Eishockey. Die einst zweitklassige Fußballsektion fusionierte 1997 mit der Fußballabteilung der Polizeisportvereinigung Wien zum heutigen PSV Team für Wien. 
Die Leichtathletiksektion brachte bisher zahlreiche Staatsmeister hervor und veranstaltet jährlich den bekannten Wiener Feuerwehrlauf. Die Eishockeysektion spielte bis 2005 in der Wiener Landesliga.
2010 wurde die Sektion Wasserball stillgelegt, aus deren Mitgliedern sich der Wasserball-Verein International Waterpolo Vienna gründete.

## Geschichte der Fußballsektion
Die Fußballmannschaft des damaligen Sportvereins Feuerwehr wurde 1919 gegründet und spielte in den ersten Jahren in den unteren Wiener Klassen. 1936 stieg der Verein als eine von vier Mannschaften in die II. Liga Nord, der damals zweithöchsten Spielklasse Österreichs auf. In der Saison 1936/37 kämpfte Feuerwehr von Beginn an gegen den Abstieg und belegte am Ende des Spieljahres unter vierzehn Vereinen mit 13 Punkten aus vier Siegen und fünf Remis den vorletzten Platz. Ebenfalls in der zweiten Spielstufe vertreten und Mitabsteiger aus der II. Liga Nord war der spätere Fusionspartner Polizei SV. 
In den nächsten Jahrzehnten trat der SKV Feuerwehr im Fußball nicht mehr wesentlich in Erscheinung. 1982/83 eroberte die Mannschaft den Meistertitel der 1. Klasse und stieg für ein Jahr in die Unterliga B auf. Nachdem der Verein wieder abgestiegen war, gelang 1985/86 die Wiederholung des Meistertitels in der 1. Klasse und der Wiederaufstieg. Im zweiten Anlauf konnte sich der Verein in der Unterliga behaupten und feierte im Spieljahr 1990/91 sogar den Meistertitel vor dem SC Weidling und dem SV Donau. Nach dem Aufstieg in die viertklassige Wiener Liga belegten die Feuerwehrsportler 1991/92 dort den 15. Platz und traten umgehend wieder den Gang in die Unterliga B an. In der folgenden Saison gelang erneut der Titelgewinn in der fünften Spielklasse und die Rückkehr in die Wiener Liga. 
Nach dem Aufstieg gründete der SKV eine Spielgemeinschaft mit dem Brigittenauer SC und erreichte in der Saison 1993/94 den elften Tabellenrang. Obwohl der Klassenerhalt in sportlicher Hinsicht geschafft wurde, löste sich die Spielgemeinschaft BSC Feuerwehr Wien 1994 wieder auf. Der SKV Feuerwehr stieg freiwillig in die 2. Klasse ab und wagte einen Neuaufbau seiner Mannschaft die gleich im ersten Jahr mit dem Titelgewinn der 2. Klasse gekrönt wurde. Die Spielsaison 1995/96 verbrachte der Verein wieder in der Unterliga B, stieg aber am Ende der Saison erneut freiwillig in die 2. Klasse ab. 
Im Sommer 1996 ging die Fußballabteilung des SKV Feuerwehr schließlich eine Kooperation mit der Polizeisportvereinigung ein, die sich mit dem Meistertitel in der Unterliga in diesem Spieljahr für die Wiener Stadtliga qualifiziert hatte. Am 23. Juni 1997 meldete der SKV Feuerwehr die Einstellung seiner Spielteilnahme an der 2. Klasse und fusionierte mit der Fußballsektion der in Kaisermühlen beheimateten Polizeisportvereinigung Wien. In den ersten gemeinsamen Jahren spielte man noch unter der Bezeichnung Polizei/Feuerwehr in der Wiener Stadtliga. 2003 erfolgte die Eingliederung in PSV Team für Wien.

## Erfolge der Fußballsektion
- 1 × Teilnahme II. Liga Nord (2. Spielstufe): 1937
- 2 × Teilnahme Wiener Stadtliga (4. Spielstufe): 1992, 1994
- 2 × Meister Unterliga B: 1991, 1993
- 2 × Meister 1. Klasse: 1983, 1986
- 1 × Meister 2. Klasse: 1995